# Lunguza
Lunguza è una circoscrizione rurale (rural ward) della Tanzania situata nel distretto di Lushoto, regione di Tanga. Conta una popolazione di 8 278 abitanti (censimento 2012).